# Kapral (szczyt)
Kapral – miejsce w północno-wschodniej części Beskidu Małego. Znajduje się w bocznym grzbiecie odbiegającym na północ, do doliny Ponikiewki w północno-wschodnim grzbiecie Gronia Jana Pawła II. Administracyjnie należy do miejscowości Ponikiew w woj. małopolskim, w pow. wadowickim, w gminie Wadowice.

## Lokalizacja szczytu i jego nazwa
Według Aleksego Siemionowa Kapral to nie szczyt, lecz miejsce na południowy wschód nad centrum Ponikwi na bocznym grzbiecie Beskidu Małego (położone na wysokości około 560 m). Na lotniczej mapie Geoportalu znajduje się ono pomiędzy szczytami Głownik (Główniak) i Skalnica, na mapie Compassu jest zlokalizowane na północno-zachodnim grzbiecie pomiędzy Głownikiem a Kamieniem.
Nazwa Kapral jest unikatowa – według Geoportalu są tylko trzy takie nazwy w Polsce i wszystkie związane są z tą częścią Beskidu Małego; szczyt Kapral w Ponikwi, wąwóz Kapral w Kozińcu i część lasu na grzbiecie Kaprala. Jest to nazwa pochodzenia ludowego i pochodzi od tego, że w rejonie tego szczytu stale urządzało swoje ćwiczenia wojsko austriackie stacjonujące w Wadowicach, a 12 pułk piechoty miał tam strzelnicę, w której odbywało się ostre strzelanie.